# كاري لوكاس
كاري لوكاس (بالإنجليزية: Carrie Lucas)‏ هي مغنية أمريكية، ولدت في 1 أكتوبر 1945 في كارميل-بي-ثي-سي في الولايات المتحدة.

## وصلات خارجية
- كاري لوكاس على موقع ميوزك برينز (الإنجليزية)
- كاري لوكاس على موقع ديسكوغز (الإنجليزية)